# Araneus oxygaster
Araneus oxygaster là một loài nhện trong họ Araneidae.
Loài này thuộc chi Araneus. Araneus oxygaster được Lodovico di Caporiacco miêu tả năm 1940.